# Significant Other
Significant Other è il secondo album in studio del gruppo musicale statunitense Limp Bizkit, pubblicato il 22 giugno 1999 dalla Flip Records e dalla Interscope Records.
Nel 2023 la rivista Loudwire l'ha inserito al quattordicesimo posto nella sua lista dei 50 migliori album nu metal di sempre.

## Antefatti
Dopo il successo dell'umoristica cover di Faith di George Michael, i Limp Bizkit decisero di registrare il seguito dell'album di debutto Three Dollar Bill, Yall$, non vedendo di buon occhio le etichette di "scoperta dei Korn" e di gruppo da cover; il gruppo cominciò a scrivere testi per un album che riguardasse le controversie nate dalla notorietà appena raggiunta. Il produttore Terry Date, noto per aver lavorato con gruppi come Pantera, White Zombie e Deftones, fu scelto dai Limp Bizkit per la produzione di Significant Other. Il chitarrista Wes Borland sostenne che Date "non doveva occuparsi della musica di per sé ma di aspetti puramente tecnici, del compito di apportare suoni facili da mettere in cassetta, cosa che gli riusciva alla perfezione." Il gruppo cominciò subito a registrare brani dopo la conclusione del Family Values Tour, malgrado il parere sfavorevole della Interscope Records, che gli aveva consigliato di prendere pausa.

## Descrizione
Insieme al debutto Three Dollar Bill, Yall$, si tratta di uno dei pochi lavori del gruppo ad aver ricevuto l'apprezzamento della critica specializzata. A causa di contrasti interni e delle successive inversioni di tendenza discografiche, i lavori seguenti hanno invece ricevuto critiche negative o miste, fino alla diminuzione progressiva delle vendite dichiarate.
Significant Other vendette 10 milioni di copie e debuttò alla posizione numero 1 di Billboard, con oltre 600 000 copie vendute nella prima settimana. Grazie al successo dell'album e dei suoi singoli, i Limp Bizkit parteciparono alla seconda edizione del Family Values Tour e alla terza di Woodstock 1999, a fianco dei loro mentori Korn e di Kid Rock. La loro esibizione a Woodstock fu molto contestata, per via di episodi di violenza provocati, secondo molti, proprio da incitamenti del gruppo di Fred Durst.
Il clip di Break Stuff fu premiato come miglior video rock, agli MTV Video Music Awards del 2000.
L'album si fa notare per una maggiore contaminazione hip hop rispetto al precedente. Inoltre è il lavoro dei Bizkit che conta più collaborazioni esterne: con Jonathan Davis dei Korn, Scott Weiland degli Stone Temple Pilots (che cantano entrambi in "Nobody like You"), Aaron Lewis degli Staind ("No Sex"), Method Man dei Wu-Tang Clan ("N 2 Gether Now"), il VJ di MTV Matt Pinfield (nell'interludio "Radio Sucks" successivo all'"Outro") e Les Claypool dei Primus (suona il basso in "Trust?" e canta e suona il basso nell'interludio "The Mind of Les" successivo a "Radio Sucks"). C'è anche un breve intervento di Anita Durst, la madre di Fred, nella traccia fantasma "My Billygoat" successiva a "9 Teen 90 Nine".
I testi delle canzoni sono incentrati sul fallito rapporto tra il cantante del gruppo e la sua fidanzata di allora: infatti "significant other", in lingua inglese, indica in sociologia una persona legata sentimentalmente con un'altra.

## Accoglienza
Significant Other ricevette critiche largamente positive. Il giornalista di Entertainment Weekly David Browne considerò l'album "un'opera riuscita di rock postmoderno." Robert Christgau diede menzione speciale all'album ed elogiò soprattutto le tracce Just like This ed N 2 Gether Now, ritenendole "capaci di riassumere in pochi minuti le sonorità del disco." L'autore di AllMusic Stephen Thomas Erlewine considerò l'album "molto più ambizioso e multidimensionale, in fatto di generi, rispetto al precedente Three Dollar Bill, Yall$."
In altre recensioni successive, l'autore di About.com Tim Grierson diede all'album 4 stelle su 5, considerandolo "una sega circolare di rozzezza, chitarre metal e rap bianco, immaturo e rude ma alquanto tosto." Rolling Stone e la sua guida diedero all'album tre stelle e mezzo su cinque. Un giudizio meno favorevole giunse dall'autore Martin Charles Strong, che diede all'album 5 stelle su 10 nel libro The Essential Rock Discography. Nel 2014 la rivista Revolver considerò Significant Other "uno dei più maledettamente piacevoli album hard rock di tutti i tempi", e lo annoverò nella lista personale dei dieci migliori album nu metal.

## Tracce
Edizione standard
Testi e musiche di Fred Durst e Limp Bizkit, eccetto dove indicato.
1. Intro – 0:37
2. Just like This – 3:35
3. Nookie – 4:49 – contiene una traccia fantasma senza titolo
4. Break Stuff – 2:46
5. Re-Arranged – 5:54 – contiene un campionamento da I Know You Got Soul di Eric B. & Rakim, quindi Eric Barrier, Charles Bobbit, John Brown, Bobby Byrd e William Griffin, che hanno composto il brano, compaiono nei crediti del booklet
6. I'm Broke – 3:59 – contiene una traccia fantasma senza titolo
7. Nobody like You – 4:20 (Fred Durst, Jonathan Davis, Scott Weiland, Wes Borland,John Otto, Sam Rivers)
8. Don't Go Off Wandering – 3:59
9. 9 Teen 90 Nine – 4:36 – contiene la traccia fantasma My Billygoat
10. N 2 Gether Now – 4:49 (Fred Durst, Method Man, Chris "DJ Premier" Martin) – contiene una traccia fantasma senza titolo
11. Trust? – 4:59 – contiene una traccia fantasma senza titolo
12. No Sex – 3:54 (musica: Wes Borland/John Otto/Sam Rivers/Brendan O'Brien)
13. Show Me What You Got – 4:26
14. A Lesson Learned – 2:40
15. Outro – 7:18 – contiene le tracce fantasma Radio Sucks e The Mind of Les
16. Untitled – 0:06 – traccia fantasma

- Nell'edizione digitale dell'album i brani Outro e Radio Sucks sono tracce separate (Radio Sucks si intitola Rant (Matt Pinfield)) e manca The Mind of Les.

CD bonus nell'edizione speciale britannica
Le prime tre tracce furono registrate dal vivo nell'edizione del Family Values Tour del 1999.
- Audio

1. Break Stuff (Live) – 4:02
2. Re-Arranged (Live) – 4:55
3. Nookie (Live) – 6:42

- Video

1. Break Stuff

Tracce demo non pubblicate
1. Hell of a Band – 2:08
2. Don't Remember – 5:52
3. Instrumental – 3:59
4. Turn Me Loose (feat. Eminem) – 5:03
5. Prop the DJ – 0:42
6. No Control – 5:46
7. Don't Go Off Wandering (feat. Serj Tankian) (Demo) – 4:04

Tutte queste tracce si trovano nel bootleg Significant Demos in Hell.

## Formazione
Gruppo
- Fred Durst - voce
- Wes Borland - chitarra
- Sam Rivers - basso
- John Otto - batteria, percussioni
- DJ Lethal - giradischi, tastiere, campionatore

Altri musicisti
- Scott Borland - tastiere (nelle tracce 2, 3, 5, 6, 9 e 11[19])
- Jonathan Davis e Scott Weiland - voce (in Nobody like You)
- Method Man - voce (in N 2 Gether Now)
- Les Claypool - basso (in Trust?)
- Aaron Lewis - cori (in No Sex)

## Classifiche

### Classifiche settimanali
| Classifica (1999-01) | Posizione massima |
| -------------------- | ----------------- |
| Australia            | 5                 |
| Austria              | 7                 |
| Belgio (Fiandre)     | 7                 |
| Canada               | 1                 |
| Finlandia            | 16                |
| Francia              | 70                |
| Germania             | 13                |
| Irlanda              | 33                |
| Norvegia             | 28                |
| Nuova Zelanda        | 4                 |
| Paesi Bassi          | 11                |
| Regno Unito          | 10                |
| Stati Uniti          | 1                 |
| Svezia               | 49                |
| Svizzera             | 38                |
| Ungheria             | 27                |

### Classifiche di fine anno
| Classifica (1999) | Posizione |
| ----------------- | --------- |
| Australia         | 38        |
| Belgio (Fiandre)  | 98        |
| Stati Uniti       | 9         |
| Classifica (2000) | Posizione |
| Australia         | 21        |
| Austria           | 29        |
| Belgio (Fiandre)  | 13        |
| Germania          | 41        |
| Nuova Zelanda     | 18        |
| Paesi Bassi       | 43        |
| Stati Uniti       | 22        |
| Classifica (2001) | Posizione |
| Regno Unito       | 85        |
| Stati Uniti       | 192       |